# Ureki
Ureki (en georgiano: ლაითური) es una ciudad de Georgia situada en la región de Guria, siendo parte del municipio de Ozurgueti. Ureki es uno de los balnearios más populares del país.

## Toponimia
Toda el área estuvo cubierta por bosque una vez y era imposible cazar allí, por eso el lugar se llama Ureki, que en idioma georgiano significa bosque profundo.

## Geografía
Ureki limita al norte con el río Zepa, al sur con río Supsa y al oeste con el monte Tsvermagala. Se sitúa 10 km al sur de Poti, a 24 km de Ozurgueti y 60 km al norte de Batumi.
A diferencia de muchas áreas en el mar Negro, en Ureki las playas son de arena negra. Ésta contiene altas cantidades de magnetita y está dotada de propiedades medicinales. En 2014, los empleados del Observatorio Geofísico de Dusheti midieron la intensidad del campo magnético a lo largo de toda la playa, siendo el nivel medio de 150–250 µT y en algunos lugares alcanzando los 850 µT.

### Clima
Ureki tiene un clima subtropical, con inviernos suaves y veranos calurosos. La temperatura media es 14,5 °C, con la media de temperatura en invierno de 5,8 °C y la de verano, 22,6 C°. La precipitación media anual es de 2080 mm. 

## Historia
Las investigaciones arqueológicas confirman que las zonas costeras de Ureki ha sido un asentamiento desde la antigüedad. Varios tesoros de objetos de bronce, conocidos como el tesoro de Ureki, se han encontrado en diferentes momentos cerca de la desembocadura del río Supsa.
La extracción de magnetita comenzó en 1944. Los prisioneros alemanes, cuyo campo estaba en Ureki, cargaron magnetita para la planta metalúrgica de Rustavi. Uno de ellos fue Erich Andere, un científico que padecía una enfermedad cardiovascular y artritis severa. Descubrió que la magnetita de Ureki tenía un efecto positivo en él e informó a las autoridades soviéticas al respecto. Ureki recibió el estatus de asentamiento urbano en 1953. En la década de 1970, se construyeron grandes sanatorios Rock Crystal, Colchis, Megobroba para su uso durante todo el año.

## Demografía
La evolución demográfica de Ureki entre 1959 y 2014 fue la siguiente:
| 1736                                            | 1249 | 1486 | 1758 | 1422 | 1166 |
| (Fuente: Population of Georgia in Soviet times) |      |      |      |      |      |

Según el censo de 2014, los georgianos representan el 94,9% de la población, los rusos un 2,7% y los armenios, el 1%.

## Infraestructura

### Transporte
Ureki tiene una parada de tren en la línea Samtredia-Batumi.